# Mengaka
Le mengaka (ou bamileke-mengaka, benzing, eghap, ghap, megaka), est l'une des onze langues bamiléké, parlée au Cameroun dans la région de l'Ouest, de département des Bamboutos, au sud de l'arrondissement de Galim, à Bagam, Galim et Bamendjing, également dans la région du Nord-Ouest dans le département du Mezam.  
Les dialectes sont le bagam et le bamendjing (ou bamendjin).
En 1993 on dénombrait environ 20 000 locuteurs.